# سينما سلطنة عمان
السينما في سلطنة عمان صغيرة جدًا. لا يوجد سوى فيلم عماني واحد وهو "البوم" (2006) اعتبارا من عام 2007. يتناول 'البوم"، المستوحى جزئياً من رواية صمويل بيكيت في انتظار غودو، التحديات التي تواجه مجتمع صيد الأسماك الصغير.
إنتاج أمريكي هندي عماني مشترك، دماء القراصنة، بطولة ساني ليون، شارك في إنتاجه ستيغاث دور في عام 2008. تم إصدار فيلم ستيغاث دور صحراء الدم في عام 2014، بعد سنوات عديدة من عرضه لأول مرة في مهرجان عمان السينمائي عام 2006. تم تصوير بعض أفلام هوليوود جزئيًا في البلاد.
يقام مهرجان سينمائي سنوي في مسقط.

## أنظر أيضاً
- سينما عربية
- السينما في الشرق الأوسط

## وصلات خارجية
- Oman Film Society official site
- The Hindu article about Indian-Omani film links
- Article about the prospects for Oman's film industry
- Gulf News article on 'Al-Boom'
- Small article on 'Al-Boom'
- Interview with Khaled Abdul Raheem Al-Zadjali
- IMDB entry for Oman

لم يتم العثور على روابط لمواقع التواصل الاجتماعي.